# یاروسلاف ییژیک
یاروسلاف ییژیک (چکی: Jaroslav Jiřík; ۱۰ دسامبر ۱۹۳۹ – ۱۱ ژوئیهٔ ۲۰۱۱) بازیکن هاکی روی یخ اهل جمهوری چک بود.